# جرملی جردن (خواننده)
جرملی جردن (انگلیسی: Jeremy Jordan؛ زادهٔ ۱۹ سپتامبر ۱۹۷۳) یک موسیقی‌دان اهل ایالات متحده آمریکا است. وی از سال ۱۹۹۲ میلادی تاکنون مشغول فعالیت بوده‌است.
از فیلم‌های معروف او می‌توان به بازی در فیلم ترک لاس وگاس، هرگز بوسیده نشده اشاره کرد.